# 馬林切
玛琳切（La Malinche，约1500年—1529年2月前），又名玛丽娜丽（Malinalli）、马林钦（Malintzin）、唐娜·玛丽娜（Doña Marina），是一位来自墨西哥湾沿岸的纳瓦人女性，在西班牙征服阿兹特克帝国中扮演重要角色，担任西班牙征服者埃尔南·科尔特斯的翻译、顾问和中间人。1519年，她作为20名女奴的一员，被塔巴斯科土著人送给西班牙人。她后来给科尔特斯生下了长子马丁，此人被认为是第一位梅斯蒂索人（欧洲人和美洲土著的混血儿）。
她在墨西哥歷史中被視爲恥辱，西班牙語中由她名字演化過來的單詞「malinchiste」意思為「叛徒」和「出賣者」。

## 生平

### 背景

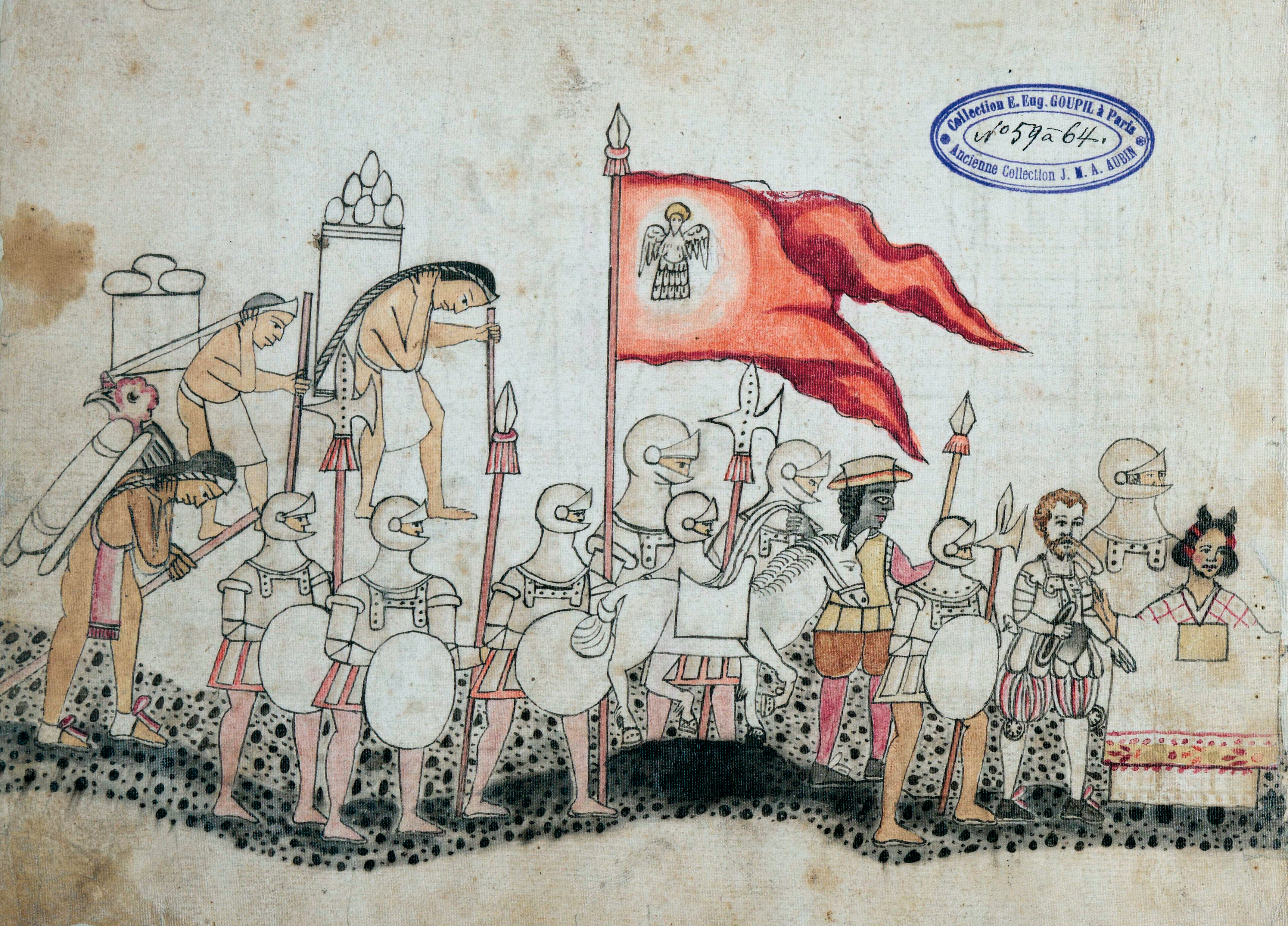
《Azcatitlan法典》中，科尔特斯和玛琳切（最右），16世纪早期，墨西哥的征服，土著画稿。

玛琳切的生辰已不可知，但是有猜测为1500年左右，并不晚于1505年。 她出生在玛雅城邦。该地之后成为中美洲邦国的一部分或者朝贡国。该国的中心坐落在夸察夸尔科斯河，位于阿兹特克帝国的东部。不同的记录关于她的出身地一事有着矛盾的记载。在她死后，在三个不相关联的法律程序里，不同的证人都声词他们与玛琳切有着私人关系。证人包括玛琳切的女儿，她声称其母出生在Oluta奥卢塔。她孙子也提过奥卢塔为她的出身地。她的女儿补充过，奥卢塔的阿尔特佩特与替蒂基帕克有关联。但是事情的真相已不可考。在佛罗伦萨手抄本中，玛琳切的故乡为“提提派克”。该词有可能是替蒂基帕克的单数形式。在戈马拉的笔下，她来自“乌鲁塔”（有可能为奥卢塔的变体）。但是从其他的信息源，戈马拉又写下她来自哈利斯科洲。另外一方面，迪亚斯，认为“佩纳拉”为她的出生地。
传说她的家庭出身有贵族背景。戈马拉写到她的父亲与当地的统治者有联系，同时迪亚斯又写过她的父母们就是统治者。汤森记载到，当时奥卢塔的主流人口为土著人Poppluca，而玛琳切可能所属的统治精英阶级为纳瓦人。其他支持她贵族出身的线索为她出众的宫廷纳瓦特语的能力。纳瓦特宫廷语是一种纳瓦特尔语的语域,与普通纳瓦特人的语言有很大的不同，而且需要花时间学习。事实上，她经常被冠以“唐娜”的头衔。在当时的西班牙，很少人能获得此头衔。种种线索指向她被认为是贵族女人。 但是有可能此贵族称号是因为她在墨西哥征服中的重要地位。
大约在8到12岁之间，玛琳切可能被贩卖或者绑架为奴隶。在迪亚斯著名的笔录里，在玛利切的父亲死后，她被她的母亲和继父卖给了奴隶贩子。这样他们的孩子（玛琳切的继兄）就可以成为继承人。学者，历史学家和文学批评者，质疑迪亚斯的记录版本，缘于贯穿他历史叙事中强烈的天主教思想。特别是，历史家索尼娅分析到迪亚斯过分依赖连词叠用的手法（这模仿了一些圣经故事的修辞结构）和他过分把玛琳切描述为一个理想的基督女性。但是，汤森认为有可能一些她治下的民众串通一气来人口贩卖她，缘由已不可知。 玛琳切被带到希拉兰科，该区域的一个主要港口城市。之后她被一个塔尔玛雅团体买下，之后把她带到波顿尚。在这里，玛琳切开始学习塔尔玛雅语言，或许尤卡坦玛雅语。这令她之后有能力与耶罗尼莫·德·阿吉拉尔交流，另外一个宫廷口译。他也说尤卡坦玛雅语还有西班牙语。

### 墨西哥征服
在西班牙征服阿兹特克帝国早期时，柯蒂斯就面临着波顿尚的玛雅人的抵抗。在接下来的战斗中，玛雅承受极大的人员损失，并请求和平。在接下来的几天，他们送给西班牙人食物和金子当作礼物，和20个奴隶女人，其中包括玛琳切。这个女人被洗礼然后分配给了柯蒂斯的手下，作为仆人，但是也被强暴。玛琳切被分配给阿隆索·埃尔南德斯，柯蒂斯手下的一个小队长。他也是柯蒂斯家乡梅德林伯爵的堂表亲。
玛琳切的语言天赋在西班牙人发现了圣胡安乌路亚的纳瓦特人时被发掘。蒙特苏马二世的间谍嫌疑人被抓到，但是阿吉拉尔不能理解他们的语言。当柯蒂斯发现玛琳切可以与间谍沟通（古马拉的说法），如果她能帮助他找到和与蒙特苏马二世沟通，柯蒂斯给她承诺“比自由还好”的奖励。柯蒂斯把玛琳切带回波多卡莱罗。之后柯蒂斯又被赠与另外一个土著女人。 通过阿吉拉尔和玛琳切，柯蒂斯可以和蒙特祖马的间谍交流。间谍也带来艺术家给玛琳切，柯蒂斯和其他团队成员做画像，同时也包括他们的船和武器。这些之后被送给蒙特祖马当作记录。迪亚斯之后说纳瓦人把柯蒂斯当作成玛琳切，很显然他们把她当作西班牙征服者的一个标志。
从那以后，玛琳切就跟阿吉拉尔一起工作来沟通纳瓦人和西班牙人之间的交流；柯蒂斯会用西班牙语跟阿吉拉尔说，她把内容翻译成尤卡塔玛雅给玛琳切。玛琳切再把内容翻译成纳瓦语，反之亦然。翻译的过程有时候变得更长，当间谍离开，他们遇到托托纳克人。他们的语言玛琳切和阿吉拉尔都不能理解。那时，玛琳切会求助那瓦翻译。卡图南评论道，“到底沟通在多大的程度上被完成真是个謎”， 科特斯的西班牙语单词要被翻译成玛雅，纳瓦，和托托纳克，之后才能到达到当地人耳边，而回应也要经理相同的过程。正是柯蒂斯与托托纳克人的会面，他才得知他们是和蒙特祖马在敌对状态。在找到维拉克鲁斯的比拉利卡镇来被接触法律限制，因为该项目这是原本以探索为目的，西班牙人在一个附近托托纳克人的据点停留了两个月，确保了与托托纳克人的正式盟友，然后计划向特诺西提特兰进军。
在他们前往特诺西提特兰的过程中遇到的第一个主要的国家是特拉斯卡拉王国。尽管特拉斯卡拉人一开始对西班牙人和他们的盟友很有敌意，他们之后允许西班牙人进入城市。特拉斯卡拉人与西班牙人商讨盟约，通过玛琳切和阿吉拉尔的翻译。之后特拉斯卡拉人记录会议的主要内容。玛琳切是会议中的一个主要角色，促进两边的沟通。特拉斯卡拉人送给西班牙人食物和贵族女人来为巩固盟约。再在特拉斯卡拉待了几天之后，柯蒂斯继续前往特诺奇提特兰城的旅程，并途经乔鲁拉，有一大堆特拉斯卡拉士兵所陪伴。
西班牙人在乔鲁拉被接待并且停留了数日，知道当西班牙人声称，乔鲁拉人不再给与他们食物，挖战壕，并围着城市建了路障并且隐藏了一大群阿兹特克士兵在城市的外围来准备伏击西班牙人。不知如何，西班牙人知晓了这个计划，并先发制人，集结并屠杀了乔鲁拉人。之后的记录尤其主张是玛琳切发现了该计谋。根据迪亚斯的版本，一个乔鲁拉贵族女人靠近了玛琳切，并承诺，如果她投奔，就许诺婚姻。纳林且，假装同意该建议，然后从女人那里了解了计谋，然后将细节汇报了给柯蒂斯。这个故事经常被提起，作为玛琳切“背叛“其人民的故事。但是故事的真实性已经被现代历史学家例如哈希戈和汤森所证伪。尤其是，哈希戈建议的版本是，柯蒂斯寻找更强有力的土著盟友来组成对特诺西提特兰的入侵。西班牙人同塔拉斯卡拉人一起来进行屠杀。在加入阿兹特克帝国的一两年前，乔鲁拉之前帮助过特拉斯卡拉，失去乔鲁拉作为盟友对特拉斯卡拉是一个沉重的打击。现在特拉斯卡拉的四周都被阿兹特克人包围了。哈希戈和其他历史学家确信对乔鲁拉人的攻击是一个来自特拉斯卡拉人对西班牙人可靠度的“石蕊测试”。事实上，玛琳切“英雄般”的发现这个计划更有可能是一个编造的故事，目的是为了给西班牙当局没有接入屠杀提供政治合法性。

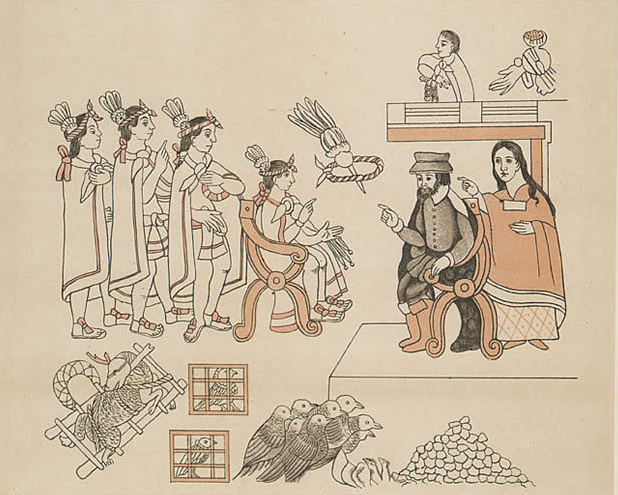
柯蒂斯和蒙特祖马二世会面，玛琳切作为翻译

联军在1519年11月上旬到达特诺西提特兰，他们被蒙特祖马接待，并通过一个长堤进入城市。玛琳切也身处该事件当中，负责翻译柯蒂斯和蒙特祖马的谈话。戈马拉写道，蒙特祖马通过玛琳切和阿吉拉尔来说话，尽管其他的记录指出玛琳切届时已经可以直接翻译了，因为她快速地学习了一些西班牙语。蒙特祖马的雄辩在被玛琳切翻译之后传到西班牙人耳中被理解成了投降，但是这样的解释没有被现代历史学家采信。蒙特祖马恭敬的语气可以被蒙特祖马使用的特克皮拉赫托利来解释。它是纳瓦特语的变体，由其不直接和复杂的敬语词所出名。 尽管玛琳切有出众的能力来理解特克皮拉赫托利，但是有一些细微的含义还是在翻译的过程中丧失了。 然后西班牙人，无论是有心还是无意，理解错了玛琳切的翻译。
随着特诺西提特兰在之后1521年的覆灭还有她的儿子马丁·柯蒂斯在1522年的出生，玛琳切呆在柯蒂斯为其在科约阿坎镇所建造的宅邸，距离特诺西提特兰八英里之外，是阿兹特克的首都城市，之后被重建为墨西哥城。柯蒂斯之后在1524-1526年带玛琳切去镇压洪都拉斯的叛乱，玛琳切依旧被作为一个翻译（负责玛雅一个方言的翻译，并非尤卡坦或者琼塔尔）。在墨西哥中部的山城奥里萨巴，她和胡安·哈拉米约结婚，一个西班牙骑士。 一些当代的学者估测她在墨西哥-特诺西提特兰征服后大概十年以内去世。去世时间早于1529年2月。她的儿子唐马丁比她活得更长，并由其父亲的家族带大。她的女儿唐娜玛丽亚，由哈拉米约和他的第二个妻子贝亚特丽斯带大。 尽管唐馬丁是柯蒂斯的大儿子和最终继承人，他和玛琳切的关系也很少被主流的西班牙史学家如弗朗西斯科·洛佩斯·哥马拉记载。他从未提过玛琳切的名字，甚至她作为翻译的工作。即使玛琳切在世时，她也很少跟马丁相处。但在她死后，史学家认为，她和柯蒂斯的孩子标志着梅斯蒂索人在美索美洲的起源。

### 玛琳切的作用

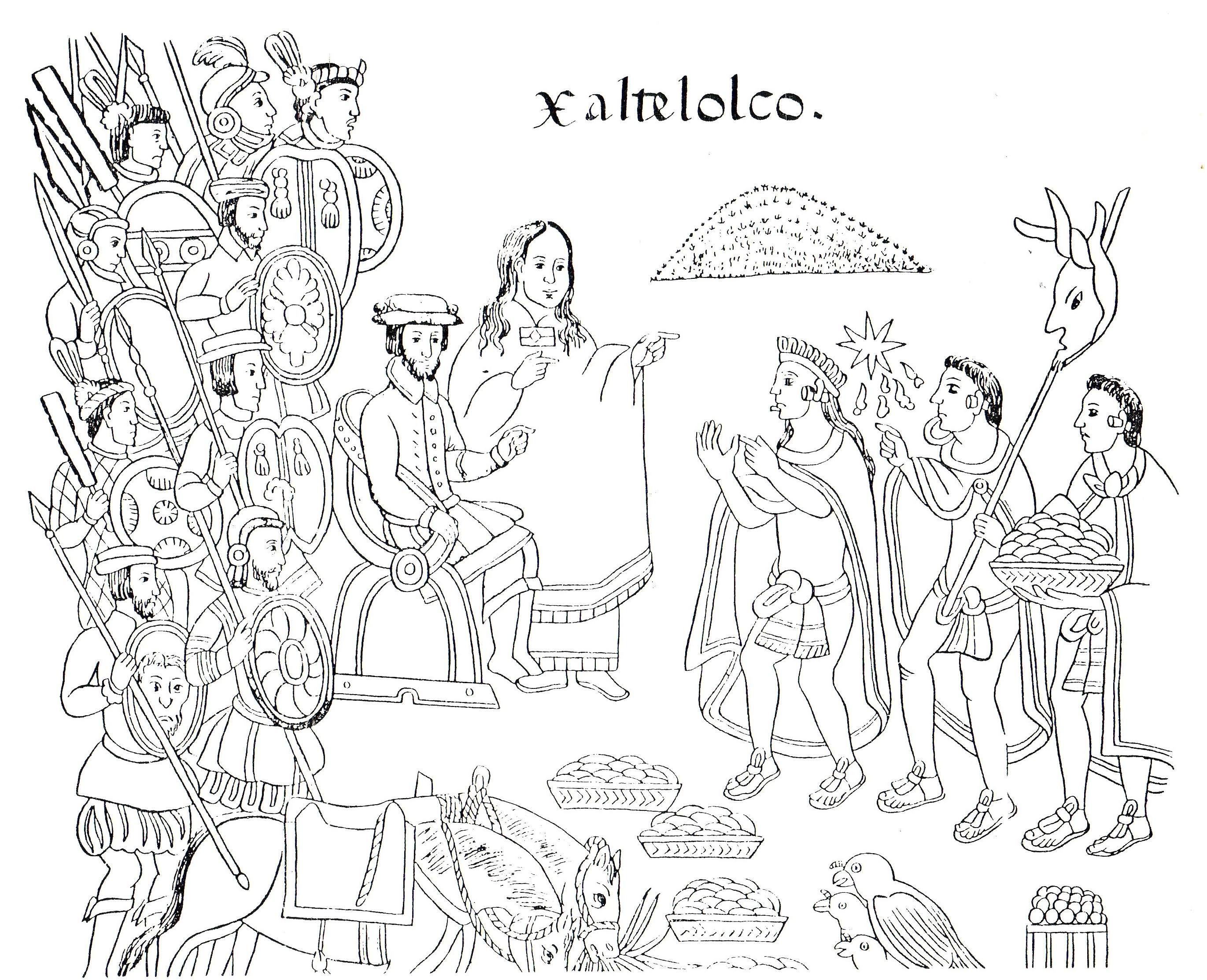
16世纪末的《特拉斯卡拉史》插画中的玛琳切和科尔特斯在特拉特洛尔科

证据显示征服者认为玛琳切在西班牙征服阿兹特克帝国中发挥的作用比其他翻译员更大。参与了征服战争的西班牙老兵贝尔纳尔·迪亚斯·德尔·卡斯蒂略 在他撰写的《征服新西班牙信史》中多次以恭敬的口吻称呼玛琳切为“伟大的夫人（great lady）”，并表示“如果没有她的帮助，我们根本无法理解新西班牙语和墨西哥语。”征服者罗德里格斯·德奥卡尼亚 （Rodríguez de Ocaña）和科尔特斯则一致认为玛琳切是继上帝之后征服战争的最大功臣。
并非所有特拉斯卡拉人都视玛琳切为叛徒，当地部分评论和手绘本肯定了她在西班牙征服中的突出作用。他们笔下的玛琳切穿着华丽，是一位“比生命更伟大”，有时比科尔特斯更伟大的女性，在战时与特拉斯卡拉人站在同一战线上。他们尊重并信任玛琳切，战争结束后仍有作品刻画玛琳切。
《特拉斯卡拉史》（Lienzo de Tlaxcala）中有对玛琳切单独的场景刻画，她不再是科尔特斯登场时的随行配角，而是有能力指挥全局的独立个体。迪亚斯表示，如果玛琳切接受过宫廷生活的训练，她与科尔特斯的相处模式应该与当地精英阶层相同，以妻子的身份帮助科尔特斯实现军事及外交目的。
如今，历史学家肯定了玛琳切的外交技巧，部分学者“甚至将她誉为墨西哥的真正征服者”。曾参与西班牙征服的老兵对其能力深有体会，她能够让当地土著清楚意识到反抗西班牙军队最终只会是徒劳。然而事实与迪亚斯的早期自述并不相符，在玛琳切的外交手段介入后，西班牙军队再次被迫投入新一轮战争。
西班牙人与墨西哥土著之间的交流在玛琳切的帮助下得以顺利。面对土著时，玛琳切懂得根据不同部落居民的口音和语调进行调整。而面对纳瓦人时，她的言谈则显示出她对局面的高度掌控，运用修辞手法，显得十分正式。这种技巧使得纳瓦人相信她的确身份尊贵，对自己的演讲胸有成竹。

## 玛琳切的当代形象

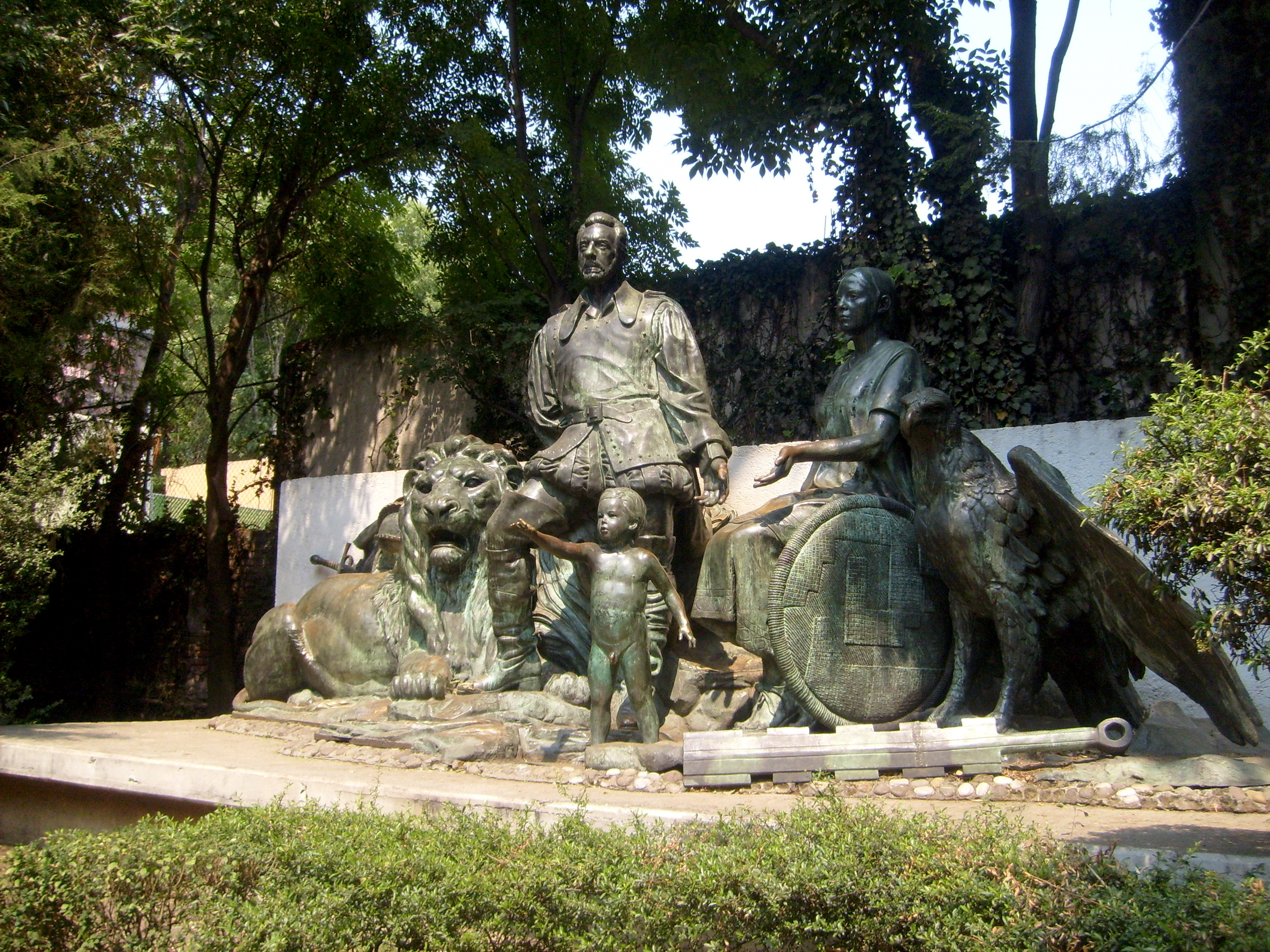
玛琳切，科尔特斯和其子马丁的雕塑由于民主抗议从科尔特斯家被转至墨西哥城某公园

如今，西班牙语美洲地区的艺术家们以玛琳切为原型将其以各种艺术形式写入神话，其形象深入当地文化的历史、文化和社会各层面。在现代和各种流派中，人们将玛琳切的勇敢形象与拉丁美洲传说中失去孩子的哭泣女以及墨西哥革命中与男性共同参战的妇女进行比较。
有关玛琳切的身后事众说纷纭，墨西哥人民对这位传奇女性的评价也是褒贬不一。有人认为她是墨西哥的开国功臣，也有人将她视为叛徒。有传说称她有个孪生妹妹逃去了北方，人们称呼其为La Chingada，这一词在墨西哥当地使用的西班牙语中带有贬义色彩，有“极其糟糕”的意思。
20世纪60年代始，女权主义开始介入玛琳切的形象塑造。墨西哥诗人兼作家罗萨里奥·卡斯特利亚诺斯（Rosario Castellanos）在其中发挥了重要作用；她将玛琳切称作“母亲”，认为她具有双面性和复杂性。之后，卡斯特利亚诺斯在其诗作《La Mallinche》中将玛琳切改写成为一名受害者。墨西哥女权主义者辩称玛琳切夹在两国间悲惨挣扎，才被迫做出了复杂决定。玛琳切最终诞下了第一位梅斯蒂索人。
如今，墨西哥地区使用的西班牙语用“malinchismo”和“malinchista”谴责那些推崇外国文化形式而否定墨西哥本土文化的人。
一些历史学家认为当时的阿兹特克人统治着墨西哥领土并向当地人强制征收贡品，而玛琳切则从阿兹特克人手中拯救了墨西哥人。墨西哥人感谢玛琳切将基督教从欧洲传入当地，在她的影响下科尔特斯才最终对墨西哥人手下留情。有人则认为科尔特斯是在玛琳切的帮助下才迅速摧毁阿兹特克帝国，使阿兹特克人能够掌握新技术和作战方法。从此角度分析，玛琳切被视为与西班牙人为伍的叛徒。最近，一些拉丁美洲的女权主义者指出这一观点只是把玛琳切当作替罪羊的借口。
墨西哥总统何塞·洛佩斯·波蒂略（1976年—1982年任职）曾下令为科尔特斯，玛琳切以及他们的孩子马丁（Martin）塑像，该雕像位于墨西哥城科约阿坎区科尔特斯家的门口。波蒂略卸任后，该雕像被移至墨西哥城的某公园内。

## 流行文化中的玛琳切

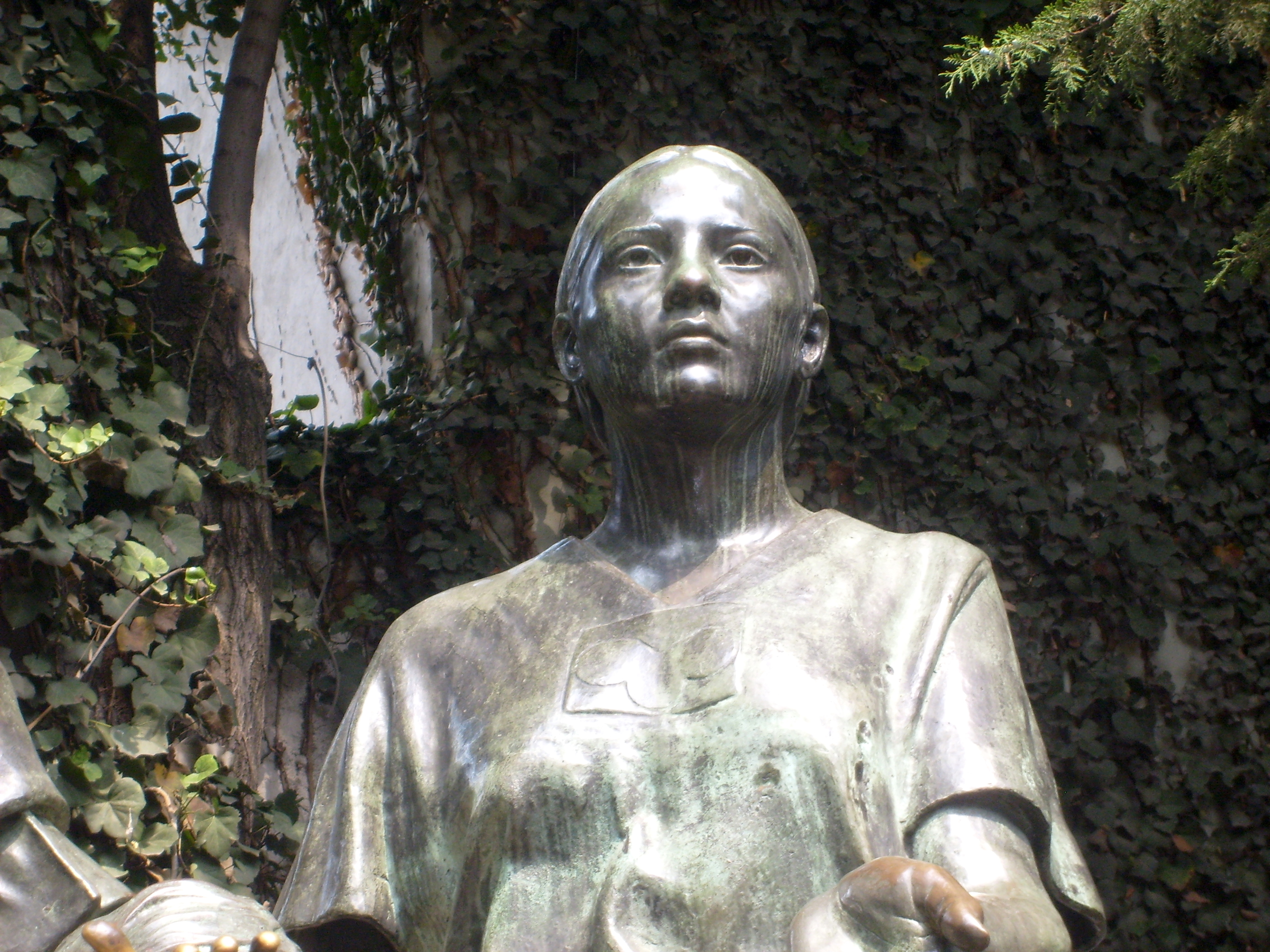
墨西哥城内The Monumento al Mestizaje纪念碑上的玛琳切雕像

- 波兰作家揚·波托茨基在她的小说《The Manuscript Found in Saragossa（意译：萨拉戈萨手稿）》中将玛琳切称作玛丽娜（Marina），因“把良心卖给可憎的海盗科尔特斯”而遭受诅咒。[93]
- 1893年，英国小说家亨利·莱特·哈葛德在冒险小说《Montezuma’s Daughter（意译：蒙特祖马的女儿）》中曾提及玛琳切。
- 1947年，亨利·金（Henry King）执导的冒险电影《Captain from Castile（意译：卡斯蒂利亚的船长）》中，墨西哥女演员斯泰拉·因达（Stella Inda）饰演玛琳切一角。
- 1939年，匈牙利小说家拉斯洛·保舒特（László Passuth）发表的小说《Tlaloc Weeps for Mexico》将玛琳切刻画为一名保护家乡墨西哥人的基督徒。此外，玛琳切在英国小说家亚历山大·巴伦（Alexander Baron）1954年的小说《The Golden Princess》以及澳大利亚小说家科林·法尔康纳（Colin Falconer）2002年的小说《Feathered Serpent: A Novel of the Mexican Conquest》中皆为主人公。美国作家加里·詹宁斯（Gary Jennings）在1980年的小说《Aztec》中则将她描绘成一名奸诈的叛徒。墨西哥小说家劳拉·埃斯奎维尔（Laura Esquivel）2006年出版的某小说中，玛琳切是被历史玩弄的棋子。
- 1949年，墨西哥舞蹈家约瑟·林蒙（José Limón）以美国导演诺曼·劳埃德（Norman Lloyd）谱写的音乐为背景首次演出了三重奏舞蹈《玛琳切》。这是林蒙基于他儿时对墨西哥节日的回忆，为自己公司创作的第一支舞蹈作品。[94]
- 1963年，美国短篇小说作家爱迪生·特斯拉·马歇尔（Edison Tesla Marshall）在作品《Cortez and Marina》中讲述了玛琳切的故事。
- 1973年的墨西哥电影《Leyendas macabras de la colonia》中，玛琳切的肉体被制成木乃伊，由她和科尔特斯的女儿路易莎（Luisa）保有，而她的灵魂则被困在了一幅受诅咒的画中。
- 1975年，尼尔·杨发行的唱片《Zuma》中收录的单曲《Cortez the Killer》；2015年，法国摇滚乐队Feu! Chatterton的专辑《Ici le jour》都提到了玛琳切。
- 1982年，动画电视连续剧《The Mysterious Cities of Gold》讲述了一个西班牙男孩和他的伙伴于1532年穿越南美洲找寻失落的黄金国的冒险故事，他们遇到的其中一位危险的对手名叫Marinche。这部剧由日本方制作，后译为英语。
- 出生于墨西哥城的美国电视作家汉斯·班姆勒（Hans Beimler）在科幻影视系列《星际迷航 (电影)》中以玛琳切的名字命名了宇宙飞船“USS Malinche”，该飞船于1997年《星际旅行：深空九号》第111集亮相。随后贝姆勒和他的朋友，美国剧作家罗伯特·休伊特·沃尔夫以玛琳切为原型创作了剧本《The Serpent and the Eagle（意译：蛇与鹰）》。
- 2005年玛琳切成为意大利作曲家洛伦佐·费雷罗（Lorenzo Ferrero）创作的歌剧《La Conquista（意译：征服）》中的重要角色。
- 2011年，Malinalli成为海伦·海斯曼·戈登（Helen Heightsman Gordon）发表的历史小说《Malinalli of the Fifth Sun: The Slave Girl Who Changed the Fate of Mexico and Spain》中的人物。
- 1950年，西班牙作家奥克塔维奥·帕斯在作品《孤独的迷宫》（El laberinto de la soledad）中表示科尔特斯和玛琳切的孩子马丁是混血儿和墨西哥文化的起源。他认为墨西哥文化源于科尔特斯对玛琳切的暴力侵犯，也指出玛琳切的确背叛了自己的人民，“墨西哥人不会原谅她。”
- Malinal出现在英国作家葛瑞姆·汉卡克2013年《War God: Nights of the Witch（意译：战神：女巫之夜）》和2014年的系列虚构小说《War God: Return of the Plumed Serpent（意译：战神:羽蛇归来）》中，小说讲述了科尔特斯远征墨西哥和西班牙征服阿兹特克帝国的故事。
- 在小说家爱德华·里克福德（Edward Rickford）的《The Serpent and the Eagle（意译：蛇与鹰）》中，玛琳切被称作Dona Marina和Malinze，人物性格刻画受到了其他历史小说家和博主的赞扬。
- 演员伊什贝尔·鲍帝斯塔（Ishbel Bautista）在亚马逊公司金牌会员（Prime）付费订阅电视剧《Hernán（意译：埃尔南）》中饰演玛琳切。

### 脚注
1. ↑  Cypess (1991)，第33頁.
2. ↑  Townsend (2006)，第11頁.
3. ↑  Karttunen (1994)，第1頁.
4. ↑  Townsend (2006)，第13–14頁.
5. 1 2  Evans (2004)，第522頁.
6. ↑  Townsend (2006)，第14頁.
7. 1 2  Chapman (1957)，第116–117頁.
8. 1 2  Townsend (2006)，第230–232頁.
9. ↑  Townsend (2006)，第13頁.
10. 1 2 3  Karttunen (1997)，第299頁.
11. ↑  Townsend (2006)，第17, 233頁.
12. ↑  Townsend (2006)，第16頁.
13. 1 2  Karttunen (1997)，第300–301頁.
14. 1 2 3 4  Restall (2003)，第97–98頁.
15. 1 2  Valdeón (2013)，第163–164頁.
16. ↑  Restall (2018)，第xiii頁.
17. 1 2  Townsend (2006)，第22頁.
18. 1 2  Karttunen (2001)，第353頁.
19. 1 2 3  Restall (2003)，第82頁.
20. 1 2  Townsend (2006)，第23–24頁.
21. ↑  Karttunen (1997)，第299–300頁.
22. ↑  Franco (1999)，第76–78頁.
23. ↑  de Fuggle, Sonia Rose. . Alicante: Biblioteca Virtual Miguel de Cervantes. 2016.
24. ↑  Townsend (2006)，第24–25頁.
25. ↑  Chapman (1957)，第135–136頁.
26. ↑  Townsend (2006)，第25–26頁.
27. 1 2  Townsend (2006)，第26頁.
28. ↑  Karttunen (1997)，第300頁.
29. 1 2 3 4 5 6 7  Restall (2003)，第83頁.
30. ↑  Lockhart (1993)，第87頁.
31. ↑  Karttunen (1994)，第5頁.
32. ↑  Hassig (2006)，第61–63頁.
33. ↑  Townsend (2006)，第35–36頁.
34. ↑  Karttunen (1997)，第301–302頁.
35. ↑  Townsend (2006)，第36頁.
36. ↑  Karttunen (1997)，第301頁.
37. 1 2 3  Townsend (2006)，第40–41頁.
38. ↑  Hassig (2006)，第65頁.
39. ↑  Townsend (2019)，第93頁.
40. ↑  Townsend (2006)，第53頁.
41. ↑  Karttunen (1994)，第7頁.
42. 1 2  Townsend (2006)，第42頁.
43. ↑  Hassig (2006)，第67頁.
44. 1 2 3 4  Karttunen (1994)，第8–9頁.
45. 1 2  Townsend (2006)，第56, 242頁.
46. ↑  Karttunen (1997)，第293–294頁.
47. ↑  Karttunen (1994)，第22頁.
48. ↑  Karttunen (1997)，第299–301頁.
49. ↑  Restall (2003)，第84–85頁.
50. 1 2  Hassig (2006)，第68頁.
51. 1 2  Karttunen (1997)，第303頁.
52. 1 2  Townsend (2006)，第43頁.
53. ↑  Hassig (2006)，第69–70頁.
54. ↑  Townsend (2006)，第45頁.
55. ↑  Hassig (2006)，第70–74, 77頁.
56. ↑  Townsend (2006)，第59頁.
57. ↑  Hassig (2006)，第79頁.
58. ↑  Townsend (2006)，第62–63頁.
59. ↑  Hassig (2006)，第86–89頁.
60. ↑  Townsend (2006)，第69–72頁.
61. ↑  Hassig (2006)，第93頁.
62. ↑  Hassig (2006)，第43, 94–96頁.
63. ↑  Hassig (2006)，第94–96頁.
64. ↑  Karttunen (1994)，第10頁.
65. 1 2 3  Hassig (2006)，第97–98頁.
66. 1 2  Townsend (2006)，第81–82頁.
67. ↑  Hassig (2006)，第43, 96頁.
68. 1 2  Restall (2018)，第210頁.
69. ↑  Hassig (2006)，第96頁.
70. ↑  Restall (2003)，第77頁.
71. 1 2 3  Townsend (2006)，第86–88頁.
72. ↑  Townsend (2019)，第99, 243頁.
73. ↑  Karttunen (1994)，第11頁.
74. ↑  Gordon, Helen. Voice of the Vanquished: The Story of the Slave Marina and Hernan Cortés. Chicago: University Editions, 1995, page 454.
75. ↑  Chaison, Joanne. "Mysterious Malinche: A Case of Mistaken Identity," The Americas 32, N. 4 (1976).
76. ↑  Townsend (2006)，第263頁.
77. ↑  Townsend (2006)，第168–187頁.
78. ↑  Montaudon, Yvonne. . Biblioteca Virtual Miguel de Cervantes.   [2020-12-09]. （原始内容存档于2021-04-21） （西班牙语）. （页面存档备份，存于）
79. ↑  Tate, Julee. . The Latin Americanist. 2017, 61: 81–92.
80. 1 2  Townsend (2006)，第74-76頁.
81. ↑  Restall, Matthew. Seven Myths of the Spanish Conquest
82. ↑  . www.mesolore.org.   [2021-05-08]. （原始内容存档于2020-11-12）. （页面存档备份，存于）
83. ↑  Brandon, William. . Lanham, MD: Roberts Rinehart Publishers. 2003: 88  [2021-05-08]. ISBN 9781570984525. （原始内容存档于2021-05-11）.
84. ↑  Brandon, William. . Lanham, MD: Roberts Rinehart Publishers. 2003: 88  [2021-05-08]. ISBN 9781570984525. （原始内容存档于2021-05-11）.
85. ↑  Townsend (2006)，第58頁.
86. ↑  Cypess (1991)，第Intro.頁.
87. ↑  Castellanos, Rosario. . 1963.
88. ↑  Rolando Romero. . Arte Publico Press. 2005-01-01: 28–  [2021-05-08]. ISBN 978-1-61192-042-0. （原始内容存档于2021-05-22）.
89. ↑  Don M. Coerver; Suzanne B. Pasztor; Robert Buffington. . ABC-CLIO. 2004: 200–  [2021-05-08]. ISBN 978-1-57607-132-8. （原始内容存档于2021-05-08）.
90. ↑  Fortes De Leff, J. (2002). Racism in Mexico: Cultural Roots and Clinical Interventions1. Family Process, 41(4), 619-623.
91. ↑  Cypess (1991)，第12頁.
92. ↑  It is time to stop vilifying the "Spanish father of Mexico" （页面存档备份，存于）, accessed 10 June 2019
93. ↑  Potocki, Jan; trans. Ian Maclean. . Penguin Books. 1995.
94. ↑  "Repertory" （页面存档备份，存于） Limón

### 文献
- Chapman, Anne M. . Karl Polanyi; Conrad M. Arensberg; Harry W. Pearson  (编). . New York: Free Press (publisher). 1957.
- Cypess, Sandra Messinger. . Austin, TX: University of Texas Press. 1991. ISBN 9780292751347.
- Franco, Jean. . Mary Louise Pratt; Kathleen Newman  (编). . Durham, NC: Duke University Press. 1999: 66–82. ISBN 9780822322481.
- Hassig, Ross. . Norman, OK: University of Oklahoma Press. 2006. ISBN 9780806182087.
- Karttunen, Frances. . New Brunswick, NJ: Rutgers University Press. 1994. ISBN 9780813520315.
- ———. . . Norman, OK: University of Oklahoma Press. 1997. ISBN 9780806129600.
- ———. . Chicago: Fitzroy Dearborn: 352–355. 2001 [1997]. ISBN 9781579583378. |chapter=被忽略 (帮助)
- Lockhart, James (编). . Repertorium Columbianum 1. 由James Lockhart翻译. Berkeley, CA: University of California Press. 1993. ISBN 9780520078758.
- Restall, Matthew. . Oxford and New York: Oxford University Press. 2003. ISBN 9780195176117.
- ———. . New York: Ecco Press. 2018. ISBN 9780062427267.
- Townsend, Camilla. . Albuquerque: University of New Mexico Press. 2006. ISBN 9780826334053.
- ———. . Oxford: Oxford University Press. 2019. ISBN 9780190673062.
- Valdeón, Roberto A. . Target (journal) (Amsterdam: John Benjamins Publishing Company). 2013, 25 (2): 157–179. ISSN 0924-1884. doi:10.1075/target.25.2.02val.